# Exequiel Guttero
Exequiel Juan Julián Guttero fue un marino perteneciente a la Armada de la República Argentina.

## Descubrimiento de la Caleta Olivia
En un viaje al cabo Vírgenes en el barco ARA Guardia Nacional, transportando material para la construcción del telégrafo, el entonces teniente de navío Guttero descubrió por accidente, el 26 de mayo de 1901, una caleta, a la cual bautizó "Olivia". Hasta el día de la fecha se barajan distintas hipótesis sobre el nombre femenino utilizado por Guttero. El diario de navegación está depositado en el Archivo General de la Armada, pero no se localizó alguna constancia sobre la imposición del topónimo "Caleta Olivia" al lugar descubierto.

## Carrera posterior al descubrimiento de la Caleta Olivia
En octubre del año 1904 el Capitán de Fragata D. Ezequiel Guttero es puesto al mando del Crucero Liviano ARA Patria. Realizaría ejercitaciones y tiro de todo calibre en aguas del Plata y posteriormente lleva a cabo misiones hidrográficas en el Río de la Plata.
En 1906 fue el segundo comandante del buque escuela ARA Presidente Sarmiento.
El 3 de enero de 1907 sería designado subdirector de la Escuela Naval Militar, cargo que ejerció hasta el 25 de junio de 1909.
En junio del año 1910 sería puesto al mando del crucero ARA Patagonia, y cinco meses más tarde delegaría el mando al Capitán de Fragata Florencio Donovan.